# Пюсся
Пю́сся (эст. Püssä), ранее на письме также Пюсса (эст. Püssa) — деревня в волости Рыуге уезда Вырумаа, Эстония.   

## География и описание
Расположена в 5 километрах к северо-востоку от волостного центра — посёлка Рыуге — и в 6 километрах к югу от уездного центра — города Выру. Высота над уровнем моря — 174 метра.
Климат умеренный. Официальный язык — эстонский. Почтовый индекс — 66272.

## Население
По данным переписи населения 2021 года, в Пюсся насчитывалось 18 жителей, все — эстонцы.
По данным переписи населения 2011 года, в деревне проживали 19 человек, также все — эстонцы.
Численность населения деревни Пюсся по данным переписей населения СССР и Департамента статистики Эстонии: 
| Год  | 1959 | 1970 | 2000 | 2011 | 2017 | 2018 | 2019 | 2020 | 2021 |
| ---- | ---- | ---- | ---- | ---- | ---- | ---- | ---- | ---- | ---- |
| Чел. | 21   | ↘ 17 | ↗ 18 | ↗ 19 | ↗ 24 | ↘ 23 | ↘ 22 | ↘ 21 | ↘ 18 |

## История
В XVII—XVIII веках деревня называлась Кокы-Виллаку (эст. Kokõ-Villaku). В письменных источниках 1688 года упоминаются жители Керстен, Рейн и Ханс по фамилии Виллако Коке (Willako Kocke (Kersten, Rein, Hans)), 1758 года — Микк по фамилии Виллако Кока (Kocka Willako Mick).
В 1796 году упоминаются Василь Пюсся и Линерт Пюсся (Püssa Wassil, Püssa Linnert).
В XVIII веке частью деревни Пюсся была современная деревня Тсутсу.
На военно-топографических картах Российской империи (1846–1867 годы), в состав которой входила Эстляндская губерния, деревня обозначена как Коковилло.
В 1977—1997 годах Пюсся была частью деревни Расва.

## Происхождение топонима
Добавочное мужское имя Пюсся, от которого деревня получила своё название, вероятно происходит от слова «пюссь» (эст. püss) — «ружьё», на выруском диалекте в родительном падеже — «пюсся» (эст. püssä).

## Комментарии
1. ↑  Эстонские топонимы, оканчивающиеся на -а, не склоняются и не имеют женского рода (исключение — Нарва)[16].